# Stop Draggin’ My Heart Around
Stop Draggin’ My Heart Around ist ein Lied von Stevie Nicks, das im Juli 1981 auf deren erstem Soloalbum Bella Donna erschien. Das Stück wurde von Nicks im Duett mit Tom Petty gesungen, der es zusammen mit Mike Campbell auch geschrieben hatte. Die Instrumente wurden von den Mitgliedern der Heartbreakers gespielt, deren Frontmann Petty war.
Stop Draggin’ My Heart Around wurde zu einem der bekanntesten Solostücke von Stevie Nicks, die es bis zu dessen Tod auch mehrfach mit Tom Petty bei Konzertauftritten gesungen hat. In den Billboard Hot 100 erreichte das als Single veröffentlichte Lied Platz drei.

## Inhalt

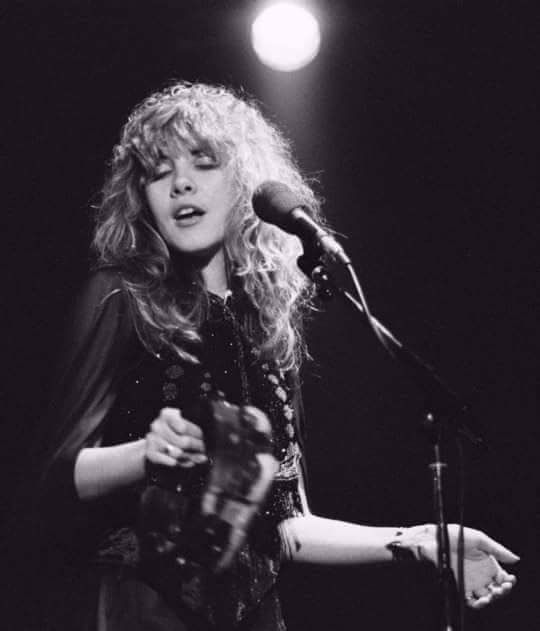
Stevie Nicks

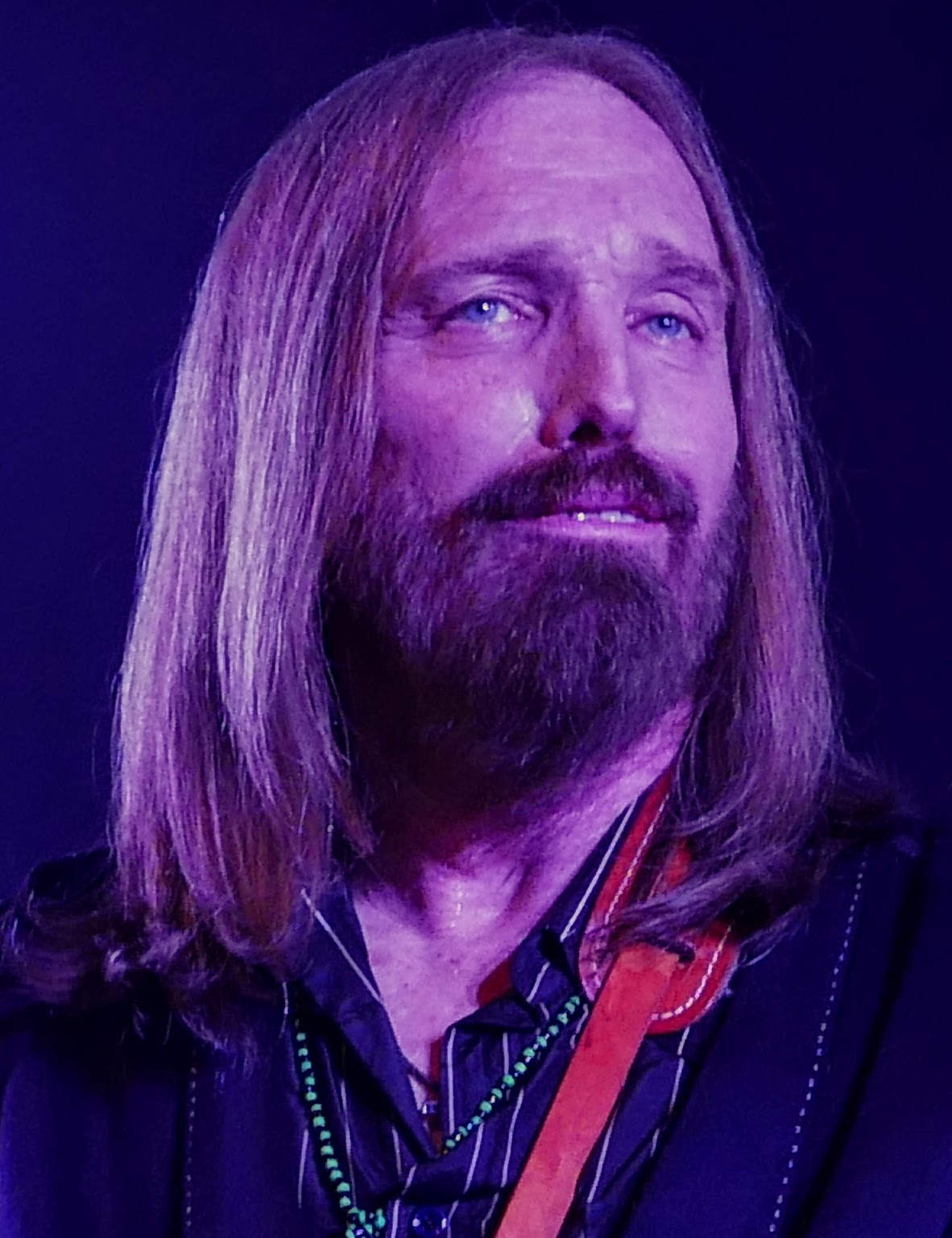
Tom Petty

Stop Draggin’ My Heart Around handelt von einer Frau, die in ihrer Beziehung eine Belastung sieht und sich daher von ihrem Partner trennen möchte, obwohl zwischen ihnen noch immer eine starke Bindung besteht. Der Text des Liedes wird hierbei aus der Sicht der von Stevie Nicks gesungenen Frau vorgetragen, die ihren Partner mit Vorwürfen konfrontiert, während der von Tom Petty gesungene männliche Part mit Ausnahme einer von ihm vorgetragenen Textpassage lediglich gemeinsam mit Nicks im Refrain in Erscheinung tritt. Die langsame und melancholisch wirkende Melodie wurde unter anderem als „düster und unheimlich“ bezeichnet.

## Entstehung
Ursprünglich hatten Petty und Campbell Stop Draggin’ My Heart Around für das im Mai 1981 erschienene Tom Petty & the Heartbreakers-Album Hard Promises geschrieben, dies jedoch dann verworfen. Schließlich kam der Kontakt mit Stevie Nicks zustande, mit der Tom Petty auch privat befreundet war. Sie hatte Petty bereits zuvor bei einem Treffen gebeten, einen Song für ihr erstes Soloalbum zu schreiben, was dieser jedoch nicht ernst nahm. Stattdessen sang Nicks gemeinsam mit Petty im Duett das Lied Insider auf dem Hard-Promises-Album. Dies war die erste Zusammenarbeit der beiden Musiker.
Es wurde beschlossen, Stop Draggin’ My Heart Around als Duett auf Nicks Album Bella Donna zu veröffentlichen. Hierbei stand Nicks jedoch nicht mit den Heartbreakers gemeinsam im Studio, da sie lediglich ihren Part über eine bereits vorhandene Aufnahme der Band sang.
Erst für das zur Singleveröffentlichung produzierte Musikvideo zu Stop Draggin’ My Heart Around standen Stevie Nicks und Tom Petty gemeinsam mit den Heartbreakers im Studio. Dieses Video gehörte zu den ersten, die am 1. August 1981 auf MTV ausgestrahlt wurden. Der Fernsehsender war am selben Tag auf Sendung gegangen und zeigte Stop Draggin’ My Heart Around an 25. Stelle. Stevie Nicks war laut eigener Aussage unzufrieden mit dem Video, das schlecht gemacht wirke, da die Lippenbewegungen nicht stimmen würden und beide Sänger nie zuvor ein Musikvideo aufgezeichnet hatten.

## Kommerzieller Erfolg
Stop Draggin’ My Heart Around erreichte Platz drei der Billboard Hot 100 und wurde somit zur höchsten Chartplatzierung in der Solokarriere von Stevie Nicks. In den Charts der Billboard Mainstream Rock Songs erreichte der Song sogar den zweiten Platz. Auch in Australien (Platz zehn), Kanada (Platz fünf) und Südafrika (Platz vier) erzielte die Single große Erfolge, während sie im Vereinigten Königreich lediglich auf den 50. Platz kam.
| ChartsChartplatzierungen       | Höchstplatzierung | Wochen |
| ------------------------------ | ----------------- | ------ |
| Vereinigte Staaten (Billboard) | 3 (21 Wo.)        | 21     |
| Vereinigtes Königreich (OCC)   | 50 (4 Wo.)        | 4      |

| ChartsJahrescharts (1981)      | Platzierung |
| ------------------------------ | ----------- |
| Vereinigte Staaten (Billboard) | 59          |

### Auszeichnungen für Musikverkäufe
| Land/Region | Auszeichnungen für Musikverkäufe (Land/Region, Auszeichnung, Verkäufe) | Verkäufe |
| ----------- | ---------------------------------------------------------------------- | -------- |
| Kanada (MC) | Gold                                                                   | 40.000   |
| Insgesamt   | 1× Gold ·                                                              | 40.000   |

## Live-Auftritte
Stop Draggin’ My Heart Around war regelmäßig Teil im Soloprogramm auf den Konzerten von Stevie Nicks. Zudem sang sie in den folgenden Jahren das Lied auch mehrfach im Duett mit Tom Petty. Zuletzt war dies am 9. Juli 2017 im Rahmen des British Summer Time-Festivals im Londoner Hyde Park der Fall. Knapp drei Monate später starb Tom Petty im Alter von 66 Jahren.

## Coverversionen und Verwendung in der Popkultur
Seit seiner Veröffentlichung wurde Stop Draggin’ My Heart Around mehrfach von bekannten Musikern und Bands gecovert. So veröffentlichte der US-amerikanische Sänger und Komiker Weird Al Yankovic auf seinem Debütalbum 1983 eine Parodie unter dem Titel Stop Draggin’ My Car Around. Im März 2012 erschien ein Cover mit Sharon Van Etten und den Mitgliedern der Band Shearwater.
Im 2010 erschienenen Videospiel Rock Band 3 kann Stop Draggin’ My Heart Around vom Spieler heruntergeladen und anschließend selbst gespielt werden. In der am 9. April 2014 ausgestrahlten Ausgabe der The Tonight Show sang Stevie Nicks das Lied in humoristischer Form zusammen im Duett mit dem Moderator Jimmy Fallon, der sich als Tom Petty verkleidete.